# 윈도우 얼티밋 엑스트라
윈도우 얼티밋 엑스트라(Windows Ultimate Extras)는 윈도우 비스타 얼티밋 에디션 이상의 사용자들에게만 제공되는 옵션 기능이다. 윈도우 업데이트를 통해 접근할 수 있다.

## 현재 제공되는 기능
- 윈도우 드림씬 : 바탕 화면을 영상으로 만들어 주는 유틸리티이다. 스타독의 웹 사이트도 참조할 것 (dream.wincustomize.com).
- 비트로커와 EFS : 윈도우 비스타의 보안 강화를 위한 기능.
- 포커 게임 Texas hold 'em.
- MUI : 다양한 언어 팩, 부가 기능. 간단한 로그오프만으로 윈도를 여러 언어로 사용할 수 있다.
- 마이크로소프트 팅커(Tinker) : 퍼즐 게임, 소리 구성표

## 앞으로 제공되는 기능
- 그룹 샷: 마이크로소프트 리서치가 개발한 사진 편집 프로그램

## 같이 보기
- 윈도우 애니타임 업그레이드
- 윈도우 비스타 에디션